# 就在跟爱斯基摩人开战之前
《就在跟爱斯基摩人开战之前》（英語：Just Before the War with the Eskimos）是美国作家J.D.塞林格创作的短篇小说，1948年6月6日首次发表于《纽约客》杂志，并收录在1953年的短篇小说集《九故事》和1954年的《曼哈顿：伟大城市中心的故事》中。 小说背景设定在二次世界大战后，主题为青少年的疏离与救赎。小说主角是名为吉尼·曼诺克斯的15岁女孩，主要讲述了她与同学塞利纳·格拉夫的哥哥富兰克林会面的故事。
《纽约客》的编辑，诗人多萝西·帕克称该小说“文雅、聪明，写的极好”。小说的主题似乎并不容易理解，但无疑它为读者带来的欣喜与困惑一样多。

## 情节
故事始于两个高中女生吉尼·曼诺克斯和塞利纳·格拉夫的争吵，她们是同学，就读于曼哈顿的贝斯霍尔小姐学校。每周六两人一起打网球，而后坐出租车回家，车费全由吉尼来出。吉尼告诉塞利纳，她们应当平摊车费。塞利纳解释说她妈妈得了肺炎，问吉尼能不能周一再给她车费，但吉尼坚持立刻拿到车费。于是吉尼跟随塞利纳到她家公寓，塞利纳去她妈房间要钱，吉尼在客厅等候。
接着，塞利纳的哥哥富兰克林来到客厅。吉尼对富兰克林的第一印象并不好，富兰克林穿着睡衣，手指上缠着绷带——他在卫生间里不小心把自己割伤了。在他们的交谈中，富兰克林透露自己曾见过吉尼的姐姐琼，并称其为“他妈的势利鬼一个”。他还表示自己因为心脏方面的问题而被军队拒绝接收，在过去37个月里他都在一家飞机制造厂工作。因为是午餐时间，富兰克林给了吉尼一个鸡肉三明治，然后返回自己房间，为迎接朋友埃里克做准备。埃里克和富兰克林准备去看谷克多导演的电影《美女与野兽》，埃里克很喜欢这部电影。埃里克敲门进入客厅，他与吉尼交谈，长篇大论的抱怨自己的作家室友。
接着，塞利纳带着应付给吉尼的钱从房间出来，但吉尼表示自己不必收这钱。吉尼说晚上可能来塞利纳家找她，尽管在小说开头吉尼本表示自己晚上有其他安排。从塞利纳家出来后，在去往公交车站的路上，吉尼想丢掉富兰克林给她的鸡肉三明治，但最终决定留着它。她回想起几年前，自己足足用了三天才把一只复活节死小鸡处理掉。

## 分析
许多评论认为《圣经》的意象贯穿了整个故事。James E. Bryan 提出，富兰克林可被视为耶稣基督的形象，正如塞林格的另一部小说《弗兰妮与祖伊》中的“胖女人”角色所代表的那样，因为吉尼与富兰克林的首次相遇，富兰克林正流着血。故事末尾吉尼对富兰克林的鸡肉三明治的接受，以及她对难以丢弃复活节死小鸡的回忆，暗示了对耶稣基督的象征性接受。